# フレッド・モロニー
フレッド・モロニー（Frederick Graham Fred” Moloney、1882年8月4日 - 1941年12月24日）は、アメリカ合衆国の陸上競技選手である。 彼は1900年に開催されたパリオリンピックに参加して、110メートルハードルで銅メダルを獲得した。

## 経歴
フレッド・モロニーは、1882年に生まれた。彼の父モーリスは、イリノイ州の司法長官を務めた人物だった。
1900年、17歳になったモロニーは、兄のウィリアム（en:William Moloney）とともにパリオリンピックに参加した。モロニーは110メートルハードル走を得意とした選手で、同じアメリカ代表のアルビン・クレンツレーン、ジョン・マクリーンに続いて3番目にゴールし、アメリカ代表勢が表彰台を独占した。
モロニーは他に、100メートル走と200メートルハードル走にも出場している。100メートル走では1次予選で2位となって準決勝に進んだが、3位となって敗者復活戦に回り、全体で7位から9位の間の成績となっている。200メートルハードル走では予選で3位となり、決勝に進むことができなかった。
モロニーは後に、イリノイ州オタワ（en:Ottawa, Illinois）のヘリオス社（the Helios Corp）の副社長兼ゼネラルマネージャーを務めた。